# Mbondossi (Cameroun)
Mbondossi est un village situé dans la région est du Cameroun et dans le département de Kadey. Il se trouve plus précisément dans l'arrondissement de Batouri et le quartier de Batouri-ville.

## Population
En 2005, le village comptait 4 072 habitants dont : 1 997 hommes et 2 075 femmes.